# Chung Hội
Chung Hội (chữ Hán: 鍾會; 225 - 3 tháng 3, 264), biểu tự Sĩ Quý (士季), là tướng nhà Tào Ngụy thời Tam Quốc trong lịch sử Trung Quốc.
Ông có công ổn định bờ cõi nước Ngụy và tham gia chiến dịch tiêu diệt nước Thục Hán năm 263. Chung Hội tinh nhanh giỏi giang, mưu lược cao siêu. Sau khi diệt Thục, vì nổi dã tâm nên cuối cùng thân bại danh liệt.
Chung Hội là người am hiểu học thuật, ông từng bàn luận: "Dịch không hỗ thể, tài tính đồng dị.". Sau khi ông qua đời, người ta phát hiện trong nhà ông có 12 quyển "Đạo luận", nhưng đề mục "Đạo luận" mà trong sách lại nói về hình danh (người trong coi việc hình sự). Xem cách hành văn, người ta đoán là sách do Chung Hội viết.

## Thời trẻ
Chung Hội người Trường Xã, Dĩnh Xuyên (nay là phía đông Trường Cát, tỉnh Hà Nam). Ông là con của Thái phó Chung Do, một đại thần Đông Hán, mẹ đích của ông là Giả thị (贾氏), còn mẹ ruột ông là Trương Xương Bồ (張昌蒲), người huyện Tư Thị, quận Thái Nguyên (nay là Phần Dương, Sơn Tây), xuất thân từ một gia tộc thế đại có bổng lộc hơn 2000 thạch. Khi sinh ra Chung Hội, cha ông đã trên 70 tuổi.
Từ nhỏ, Chung Hội đã có tiếng thông minh hoạt bát. Năm 5 tuổi (229), ông từng được cha dẫn đến gặp Trung hộ quân Tưởng Tế và được Tưởng Tế nhận xét rằng ông không phải là người tầm thường. Sự thông minh của Chung Hội phụ thuộc rất nhiều vào sự giáo dục rất nghiêm của mẹ ông Trương phu nhân. Ngay từ khi 4 tuổi, Chung Hội được mẹ dạy Hiếu Kinh, năm 7 tuổi học Luận ngữ, năm 8 tuổi học Kinh Thi, năm 10 tuổi học Kinh Thư, năm 11 tuổi học Kinh Dịch, năm 12 tuổi học Tả truyện, Quốc ngữ, sang năm 13 tuổi học Chu lễ, Lễ kí. Đến năm 15 tuổi đã có thể đến nhà Thái học để học hỏi. Chung Hội học giỏi, chăm chỉ đọc sách thâu đêm suốt sáng hiểu biết rộng rãi, có tài năng về kỹ nghệ, tinh thông lý số. Danh tiếng của ông được nhiều người biết đến. Ông còn từng cùng cho Chung Do soạn một phần Dịch kí (易記).
Thời Tào Phương, Chung Hội làm Bí thư lang (秘書郎), sau đó thăng lên làm Thượng thư lệnh (尚書郎), rồi Trung thư Thị lang (中書侍郎). Sang thời Tào Mao, ông được phong tước Quan nội hầu (關內侯).

## Dẹp loạn trong nước
Năm 254, Tư Mã Sư phế truất Tào Phương lập Tào Mao. Năm 255, tướng ở Hoài Nam là Vô Khâu Kiệm khởi binh chống Tư Mã Sư vì tội phế lập. Tư Mã Sư cùng em là Tư Mã Chiêu mang quân đi dẹp, Chung Hội đi theo, trông coi sự vụ bí mật.
Vô Khâu Kiệm bị dẹp, sau đó Tư Mã Sư qua đời, Tư Mã Chiêu lên nắm quyền điều hành triều chính nhà Ngụy. Chung Hội trở thành người vận trù kế hoạch cho Tư Mã Chiêu. Nhờ có công giúp Tư Mã Chiêu đối phó với Tào Mao để nắm quyền lớn, Chung Hội được phong làm Hoàng môn thị lang (黃門侍郎), phong tước vị Đông Vũ đình hầu (東武亭侯), hưởng ấp 300 hộ.
Năm 257, tướng trấn thủ mới ở Hoài Nam là Gia Cát Đản phát triển thế lực quá lớn khiến Tư Mã Chiêu lo ngại. Tư Mã Chiêu muốn phong cho Gia Cát Đản chức Tư không và triệu về kinh để khống chế. Chung Hội lúc đó đang có tang ở nhà, ông đoán Gia Cát Đản sẽ không chịu quy phục, bèn sai người đến báo cho Tư Mã Chiêu. Vì chiếu thư phong Gia Cát Đản đã công bố nên Tư Mã Chiêu không thay đổi nữa.
Gia Cát Đản thấy lệnh triệu tập, sợ bị trừ khử bèn khởi binh phản Ngụy, sai người liên kết với Đông Ngô. Vua Ngô là Tôn Hưu sai Toàn Dịch mang quân hiệp trợ. Cháu Toàn Dịch là Toàn Huy ở Kiến Nghiệp (kinh đô Đông Ngô), vì mâu thuẫn trong nhà nên dắt mẹ cùng gia quyến vượt sông Trường Giang sang đầu hàng Tư Mã Chiêu. Chung Hội nhân đó bèn hiến kế, nhân danh anh em Toàn Huy viết thư cho Toàn Dịch, trong thư nói vua Ngô trách Toàn Dịch bất lực, định trị tội gia quyến họ Toàn, do đó Toàn Huy mới phải trốn đi hàng Ngụy.
Toàn Dịch nhận thư sợ hãi, bèn mang quân ra khỏi thành đầu hàng Tư Mã Chiêu. Chung Hội hậu đãi những người đầu hàng, do đó các tướng sĩ trong thành của Đông Ngô và Gia Cát Đản dao động, nảy ý đầu hàng.
Không lâu sau Gia Cát Đản bị tiêu diệt. Chung Hội được Tư Mã Chiêu rất tin tưởng và được người đương thời gọi là Tử Phòng (tức Trương Lương). Ông được bổ nhiệm làm Thái bộc nhưng từ chối, chỉ nhận làm Trung lang coi sự vụ, giấy tờ trong phủ Đại tướng quân Tư Mã Chiêu. Tào Mao xuống chiếu bổ nhiệm ông làm Trần hầu nhưng ông không nhận. Triều đình lại hạ chiếu khen ngợi và phong làm Tư Lệ hiệu úy (司隸校尉). Ông trở thành tâm phúc của Tư Mã Chiêu.

## Diệt Thục Hán

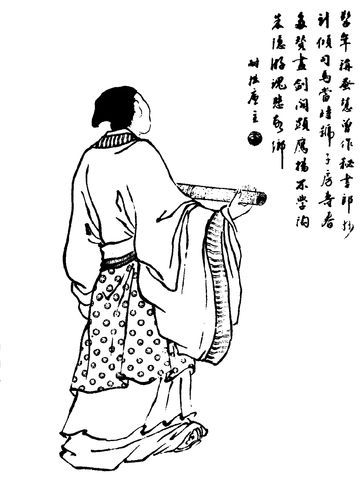
Chung Hội

Cuối năm 262, Tư Mã Chiêu quyết định điều quân đi đánh Thục Hán. Chung Hội được cử làm Trấn Tây tướng quân (鎮西將軍), đô đốc việc quân sự Quan Trung.
Sau một thời gian chuẩn bị, sang năm 263, đại quân Tào Ngụy khởi phát: Chung Hội mang hơn 10 vạn quân theo đường Tà Cốc, Lạc Cốc đánh vào Hán Trung, Đặng Ngải mang 3 vạn quân từ Địch Đạo tiến vào Cam Tùng, Đạp Trung; Gia Cát Tự mang 3 vạn quân từ Kỳ Sơn tiến vào đầu cầu Vũ Nhai, cắt đứt đường rút lui của Khương Duy.
Chung Hội lệnh cho Nha môn tướng quân Hứa Nghi (con danh tướng Hứa Chử) đi trước mở đường. Vì sau đó đại quân đi lên cầu có ngựa bị tụt móng xuống dưới, ông hạ lệnh chém Hứa Nghi vì làm đường không tốt. Mọi người thấy Hứa Nghi là con công thần cũng bị giết nên rất sợ, nhất loạt nghe theo mệnh lệnh. Phía Thục Hán lệnh cho các cánh quân cố thủ không giao chiến, rút về Hán Trung và Lạc Thành cầm cự. Vì vậy các cánh quân Ngụy không gặp nhiều kháng cự, cùng tiến đến đánh Hán Trung.
Giám quân nước Thục là Vương Hàm giữ Lạc Thành và Hộ quân Tưởng Bân giữ Hán Thành mỗi người có 5000 quân. Chung Hội lệnh cho Hộ quân Tuấn Khải, Tiền tướng quân Lý Phụ mỗi người mang 1 vạn quân đánh 2 thành, còn ông mang đại quân tiến đến ải Dương An. Sau khi cúng mộ Gia Cát Lượng, Chung Hội sai Hộ quân Hồ Liệt làm tiên phong đánh phá Quan Thành, đoạt được lương thảo trong kho.
Tướng Thục là Khương Duy đang đóng quân ở Đạp Trung, nghe tin quân Ngụy vào đánh bèn dẫn quân trở về Âm Bình tụ tập binh sĩ. Giữa đường Khương Duy qua Quan Thành, thấy thành thất thủ bèn chạy sang Bạch Thủy, cùng các tướng Trương Dực, Liêu Hóa trấn thủ Kiếm Các, giữ chân Chung Hội.
Chung Hội sai người phát văn kiện đi các thành dụ hàng, nhưng Khương Duy không nghe theo.
Đặng Ngải đuổi theo Khương Duy đến Âm Bình thì Khương Duy đã đi khỏi, bèn đi theo đường núi Âm Bình tiến đến Giang Du rồi tấn công Miên Trúc. Còn Gia Cát Tự vốn nhận lệnh chặn đường Khương Duy nhưng bị Khương Duy lừa thoát khỏi Khổng U Cốc về Kiếm Các, phải mang quân tới Bạch Thủy hội với Chung Hội. Chung Hội muốn đoạt binh quyền của Gia Cát Tự bèn dâng thư về triều, nói Tự chiến đấu nhút nhát. Tư Mã Chiêu tin lời ông, bèn sai người bắt Tự giam vào xe tù về Lạc Dương, toàn bộ binh mã dưới quyền Gia Cát Tự được giao cho Chung Hội.
Chung Hội đánh Kiếm Các nhiều ngày, Khương Duy điều quân chiếm giữ các nơi hiểm yếu, quân Ngụy không sao giành được ưu thế. Chung Hội giằng co mãi không hạ được, dẫn quân dần dần rút lui, chuẩn bị về Ngụy.
Lúc đó nghe tin Đặng Ngải đã hạ được thành Miên Trúc, tướng Thục là Gia Cát Chiêm tử trận. Đặng Ngải chuẩn bị mang quân đánh Lạc Thành, vào Thành Đô. Khương Duy vội lui binh về Ba quận cứu ứng. Chung Hội nhân đó bèn dẫn quân tới Bồi Thành, phái các tướng Hồ Liệt, Điền Tục và Bàng Hội (con Bàng Đức) đuổi theo truy kích Khương Duy.
Đặng Ngải đến gần Thành Đô, vua Thục Hán là Lưu Thiện ra hàng và lệnh cho Khương Duy hàng Ngụy. Khương Duy bèn đến huyện Thê thuộc quận Quảng Hán đầu hàng Chung Hội.
Chung Hội thu hàng Khương Duy, mặt khác dâng biểu về triều báo lại tình hình và khống chế sĩ tốt không cho nhiễu loạn nhân dân. Ông kết nghĩa thân thiết với Khương Duy. Tư Mã Chiêu nhân danh Tào Hoán phong Chung Hội làm Tư đồ, tước Huyện hầu (縣侯), tăng thực ấp lên 1 vạn hộ, cho hai con trai ông làm Đình hầu, mỗi người hưởng thực ấp 1000 hộ.

## Phản Ngụy bị giết
Sau khi thu hàng Lưu Thiện, Đặng Ngải tự ý làm nhiều điều tại Thành Đô khiến Tư Mã Chiêu hoài nghi. Chung Hội vốn không ưa Đặng Ngải, nghe theo lời khuyên của Khương Duy nên diệt trừ Ngải, nhân đó bèn cùng Hồ Liệt tố cáo Đặng Ngải muốn làm phản. Ông lại sai người đón đường bắt người đưa thư của Đặng Ngải ở Kiếm Các, phòng theo lối chữ của Đặng Ngải, viết ra những bức thư mang lời lẽ kiêu ngạo để chứng thực cho điều mình tố cáo.
Tư Mã Chiêu tin Đặng Ngải có ý phản, bèn sai Vệ Quán mang quân vào Thục, đưa xe tù tới Thành Đô bắt cha con Đặng Ngải. Trong khi cha con Đặng Ngải bị áp giải về Lạc Dương thì Chung Hội kéo quân vào Thành Đô, một mình nắm giữ binh mã trong nước Thục.
Biết Chung Hội có ý phản Tư Mã Chiêu để tranh giành thiên hạ, Khương Duy lấy gương Văn Chủng thời Xuân Thu, Hàn Tín đầu thời Hán ra nói với ông để kích động. Chung Hội sẵn trong tay nắm nhiều binh mã, bèn nghe theo Khương Duy, quyết định chống lại Tư Mã Chiêu. Ông chuẩn bị kế hoạch: sai Khương Duy mang 5 vạn quân ra Tà Cốc, còn mình khởi đại quân theo sau ra Trường An, từ đó chia làm mấy ngả thủy bộ rồi tới Mạnh Tân tiến vào Lạc Dương để bắt Tư Mã Chiêu.
Trong lúc đang chuẩn bị, Chung Hội nhận được thư của Tư Mã Chiêu nói rằng triều đình sợ ông không dẹp được Đặng Ngải nên sai Giả Sung mang 1 vạn quân vào Tà Cốc, còn Tư Mã Chiêu đích thân mang 10 vạn quân ra Trường An.
Chung Hội đoán biết mình đã bị nghi ngờ làm phản nên Tư Mã Chiêu mới chuẩn bị đối phó, bèn gấp rút chuẩn bị. Nhân ngày rằm tháng 1 năm 264, ông vào Thành Đô. Hôm sau, ông tập hợp hết các tướng từ Hộ quân, quận thú, Nha môn kị đốc trở lên và các quan nước Thục, phát tang Quách thái hậu nước Ngụy tại triều đường nước Thục và tuyên bố Quách thái hậu có di chiếu sai ông đánh quyền thần Tư Mã Chiêu. Ông mang chiếu thư cho mọi người xem và bảo các tướng cùng bàn bạc. Thấy các tướng có vẻ không nhất trí, ông hạ lệnh cho các thủ hạ thân tín tiếp quản các lộ quân và giam lỏng hết các tướng Ngụy vào phòng của các Tào duyện tại công đường Ích châu, không cho ra vào. Sau đó ông hạ lệnh cho quân sĩ đóng cửa thành và cửa cung, dùng lực lượng thân tín canh giữ.
Khương Duy thấy thời cơ đã tới, kích động cho Chung Hội giết các tướng Ngụy, rồi sẽ tìm cơ hội giết chết Chung Hội để khôi phục nhà Hán.
Một thủ hạ của Chung Hội là Khâu Kiến vốn là thủ hạ cũ của Hồ Liệt, được ông tin cậy. Thấy Hồ Liệt bị giam, Khâu Kiến muốn giúp đỡ, bèn xin Chung Hội cho phép một binh sĩ được tự do ra vào để đưa thức ăn và cho phép các vị Nha môn tướng quân được dùng một người cấp dưới lo ăn uống.
Được sự đồng ý của Chung Hội, Hồ Liệt nhân đó lại phao tin với các thân binh, đồng thời viết thư cho con là Hồ Uyên rằng: 
Chung Hội đã đào sẵn một cái hố, chuẩn bị mấy ngàn thanh gậy lớn, muốn lần lượt gọi các binh sĩ vào, mỗi người sẽ được ban một cái mũ trắng bái làm Tản tướng, sau đó nhân lúc không phòng bị sẽ đập chết quăng xuống hố
Thân binh của các Nha môn tướng quân sợ hãi vào báo với chủ tướng của mình, vì thế chỉ trong một đêm các tướng sĩ đều biết tin.
Khương Duy khuyên Chung Hội nên sớm trừ các tướng lĩnh từ Nha môn, nhưng ông do dự chưa quyết. Sách Hoa Dương Quốc chí cho rằng Khương Duy xui Chung Hội giết hết cả 10 vạn quân Ngụy và được Chung Hội nghe theo, nhưng các sử gia hiện nay cho rằng điều đó không thực tế vì không thể dễ dàng thực hiện được, mà ý định của Khương Duy chỉ giết các tướng Ngụy, còn Hồ Liệt phao tin đồn phóng đại lên làm cho các binh sĩ Tào Ngụy sớm biết tin và bị kích động mạnh nên cùng nhau hành động phản kháng; chính lời đồn của Hồ Liệt làm hỏng mưu kế của Khương Duy.
Trưa ngày 18 tháng giêng, Vệ Quán, Hồ Uyên dẫn binh sĩ các trại cùng thủ hạ của Hồ Liệt xông vào thành. Lúc đó Chung Hội đang phân phát vũ khí và mũ giáo cho Khương Duy, thấy báo bên ngoài có biến, vội hỏi kế Khương Duy. Khương Duy khuyên ông nên dẫn quân nghênh chiến.
Chung Hội lúc đó mới hạ quyết tâm, lệnh cho các thủ hạ vào trong, định giết các tướng đang bị giam giữ. Nhưng các tướng bị giam biết tin trước đã lấy đồ chặn giữ cửa vào khiến quân của Chung Hội không vào ngay được. Trong lúc đang giằng co thì binh lính các trại xông vào thành, hỏa thiêu cung điện. Chung Hội và Khương Duy vội ra đối phó, các tướng bị giam cũng nhân đó phá cửa thoát ra. Chung Hội và Khương Duy cùng xông pha chém giết, giết được 5-6 người. Cuối cùng ông bị đám đông quân lính giết chết. Khi đó ông mới 40 tuổi. Khương Duy cũng bị chết trong loạn quân.

## Nhận định
Trần Thọ trong Tam Quốc chí nhận xét về Chung Hội như sau:
Chung Hội tinh thông sách lược, nổi danh vì tài hoa, đảm nhiệm chức vụ cốt yết, nhưng vì tâm lớn chí xa, chẳng tính kỹ họa nạn, ngang nhiên hành sự, nhảy vào chỗ hiểm, tông tộc bị diệt sạch, chẳng phải hồ đồ lắm sao!
Lã Tư Miễn coi Chung Hội là trung thần nhà Ngụy trong vụ việc ông dự định khởi binh từ Ích châu đánh Tư Mã Chiêu. Theo nhận định của Lã Tư Miễn, Chung Hội xuất thân là văn nhân, có học thực cao và rộng, nên trong suy xét có nghĩ đến đạo lý lòng trung thành với nhà Ngụy giống như Vương Lăng, Quán Khâu Kiệm và Gia Cát Đản. Cùng với Khương Duy trung thành với nhà Hán, Lã Tư Miễn xem Chung Hội là kẻ sĩ trung liệt của đạo đức phong kiến.

## Trong Tam Quốc diễn nghĩa
Trong tiểu thuyết Tam Quốc diễn nghĩa của La Quán Trung, Chung Hội xuất hiện từ hồi 107 qua lời giới thiệu của Hạ Hầu Bá với Khương Duy. Thời hậu kỳ Tam Quốc sau khi Gia Cát Lượng và Tư Mã Ý đều qua đời, Chung Hội trong số những tướng lĩnh nổi bật nhất bên cạnh anh em họ Tư Mã, Đặng Ngải và Khương Duy. Ông là tướng lĩnh chủ chốt của Tào Ngụy tại mặt trận phía đông, ngăn chặn cuộc nổi dậy của Gia Cát Đản.
Hình ảnh Chung Hội thực sự nổi bật từ mặt trận đánh Thục, với công đánh chiếm Hán Trung. Việc tranh công giữa ông và Đặng Ngải được Khương Duy triệt để tận dụng nhằm khôi phục nhà Hán. Chung Hội sau khi tống giam Đặng Ngải, nắm toàn quân mưu khởi binh chống Tư Mã Chiêu; nếu không thành thì quay về giữ đất Thục để kế tục Lưu Bị. Nhưng cuối cùng các tướng sĩ nước Ngụy không theo ý định của ông, nổi dậy giết ông và Khương Duy.
La Quán Trung làm thơ viếng Chung Hội như sau:
Tuổi trẻ nhiều mưu trí
Thường làm Bí thư lang
Mẹo giỏi đè Tư Mã
Tiếng to sánh Tử Phòng
Thọ Xuân nhờ sức giúp
Kiếm Các trổ tài năng
Chỉ vì ham danh lợi
Du hồn luống xót thương